# Knud Henriksen Gyldenstierne den yngre
Knud Henriksen Gyldenstierne, död 1568, var danskt riksråd och biskop. Han var sonson till Knud Henriksen Gyldenstierne d.ä. och bror till Mogens Gyldenstierne.
Gyldenstierne blev domprost i Viborg 1520 och riksråd 1523. Han utnämndes 1529 till biskop i Odense, och kallade en av reformationens förkämpar, Jørgen Sadolin till sin medhjälpare. Gyldenstierne var en av anförarna för den flotta, som 1532 sändes till Norge med anledning av Kristian II:s återkomst. Han lovade Kristian lejd att fara till Danmark, men kungen, Fredrik I, och riksrådet ansåg sig ej bundna därav, och Gyldenstierne gjorde inget för att hålla sitt löfte. Liksom övriga biskopar fängslades han 1536 och måste avstå sin andliga och världsliga myndighet.

## Psalmer
- O Gud vår fader i evighet[1]